# 内藤信清
内藤 信清（ないとう のぶきよ、寛文4年（1664年） - 貞享5年8月17日（1688年9月11日））は、江戸時代前期の寄合旗本（5,000石）。内藤信光の子。母は本多利長の娘。妻は植村忠朝の娘。通称は主膳。
延宝3年（1675年）7月11日、父・信光の遺領を継ぎ、同26日、12歳で徳川家綱に初御目見する。貞享4年（1687年）12月15日に小姓組組頭となり、また25日に布衣の着用を許された。
貞享5年（1688年）8月17日、江戸において死去した。享年25。法名は心含。葬地は祖父・信広に同じとされている（「寛政譜」新訂13巻206頁）。家督は弟の信之が継いだ。